# Fox Farm-College
Fox Farm-College – jednostka osadnicza w Stanach Zjednoczonych, w stanie Wyoming, w hrabstwie Laramie.